# Neujudenhof
Neujudenhof ist ein Ortsteil im Stadtteil Hitdorf des Stadtbezirks I von Leverkusen.

## Lage und Beschreibung
Neujudenhof liegt im westlichen Leverkusen an der Landesstraße 43 unmittelbar an der Stadtgrenzen zu Monheim am Rhein und Langenfeld. Um das Gehöft wurden in der zweiten Hälfte des 20. Jahrhunderts mehrere großflächige Baggerseen (Großer Laacher See, Kleiner Laacher See, Krapuhlsee, Buschbergsee, Blaue Donau, Hitdorfsee) angelegt.
Nachbarorte sind Voigtslach, Umlag, Altenhof und Neußhof auf Leverkusener, Altjudenhof und der Laacher Hof mit Schloss Laach auf Monheimer, sowie Wildauen und Neurath auf Langenfelder Gebiet. Abgegangen ist Auf der Heide.

## Geschichte
Carl Friedrich von Wiebeking benannte die Hofschaft auf seiner Charte des Herzogthums Berg 1789 als Neu Iüdenhoff. Aus ihr geht hervor, dass Neujudenhof seinerzeit Teil der Honschaft Blee im Gericht Monheim des bergischen Amts Monheim war.
Unter der französischen Verwaltung zwischen 1806 und 1813 wurde das Amt Monheim aufgelöst und Neujudenhof wurde politisch der Mairie Monheim im Kanton Richrath im Arrondissement Düsseldorf zugeordnet. 1816 wandelten die Preußen die Mairie zur Bürgermeisterei Monheim im Kreis Opladen. Mit Auflösung des Kreises am 30. April 1819 kam der Ort mit der Bürgermeisterei Monheim zum Kreis Solingen.
1820 hatte der als Bauernschaft klassifizierte Ort zusammen mit Altjudenhof 28 Einwohner. Der Ort ist auf der Topographischen Aufnahme der Rheinlande von 1807/1808 als Neuer Judenhof und auf der Preußischen Uraufnahme von 1845 als Judenhof verzeichnet. Ab der Preußischen Neuaufnahme von 1892 ist er auf Messtischblättern regelmäßig als Neu-Judenhof bzw. Neujudenhof verzeichnet.
1815/1816 lebten 28, im Jahr 1830 insgesamt 29 Menschen zusammen in Alt- und Neujudenhof. 1832 war der Doppelort Teil der Dorfschaft Monheim innerhalb der Bürgermeisterei Monheim. Der nach der Statistik und Topographie des Regierungsbezirks Düsseldorf als Ackerhof kategorisierte Doppelort besaß zu dieser Zeit drei Wohnhäuser und sieben landwirtschaftliche Gebäude. Zu dieser Zeit lebten 17 Einwohner im Ort, allesamt katholischen Bekenntnisses.
Die Gemeinde- und Gutbezirksstatistik der Rheinprovinz führt Neujudenhof alleine 1871 mit einem Wohnhaus und sieben Einwohnern auf. Im Gemeindelexikon für die Provinz Rheinland von 1888 wurden für Neu Judenhof ein Wohnhaus mit 13 Einwohnern angegeben. besaß der Ort 1895 ein Wohnhaus mit zehn Einwohnern, 1905 wurden für Neujudenhof ein Wohnhaus und drei Einwohner angegeben.
Im Zuge der nordrhein-westfälischen Gebietsreform wurde gemäß dem Düsseldorf-Gesetzes mit Wirkung zum 1. Januar 1975 die Gemeinde Monheim in die Stadt Düsseldorf eingemeindet, wobei der Stadtteil Hitdorf zusammen mit dem angrenzenden Gehöft Neujudenhof abgetrennt und in die Stadt Leverkusen eingegliedert wurde. Auch als nach erfolgreicher Klage vor dem Landesverfassungsgerichtshof in Münster die Stadt Monheim am 1. Juli 1976 wieder selbstständig wurde, verblieb das zuvor abgetrennte Stadtgebiet bei Leverkusen, so dass Neujudenhof im Gegensatz zu dem historisch stark verbundenen Altjudenhof heute ein Leverkusener Ortsteil ist.